# یاسین الشماخی
یاسین الشماخی (انگلیسی: Yassine Chamakhi؛ زادهٔ ۲۷ فوریهٔ ۱۹۹۵) بازیکن فوتبال اهل تونس است.
از باشگاه‌هایی که در آن بازی کرده‌است می‌توان به باشگاه فوتبال آفریقایی اشاره کرد.
وی همچنین در تیم ملی فوتبال تونس بازی کرده‌است.